# Bönträd
Bönträd (Castanospermum australe) är ett städsegrönt träd som kan bli uppemot 40 m högt. Det är den ena av två arter i släktet Castanospermum. Bönträdet växer naturligt i regnskogarna i nordöstra Australien.
Bönträdet har ett mjukt chokladbrunt virke, som påminner lite om valnöt, som används till möbler, snidda detaljer och paneler. De kastanjestora fröna är giftiga men kan ätas om de genomgår behandling. Det är ett populärt parkträd i områden med passande klimat, som krukväxt är den mycket tålig.